# Etwas
Etwas era uma banda alemã de rock.

## História
A banda foi formada em 2001 por Sidney Nevermind e Stefan Römisch, em Leipzig na Saxônia, com o nome de "Sucker Face", que logo depois foi mudado para "Etwas". Suas primeiras composições eram originalmente em inglês, mas depois preferiram compor apenas em alemão. Em 2004 a banda entrou em turnê junto com três músicos de apoio, logo após ter lançado seu álbum de estreia, Zu Viel, produzido por Annette Humpe e distribuido pelo selo Motor Music. Mas sem fazer show desde o final de 2005 a banda acabou como pode-se ver em seu MySpace.

## Integrantes
- Sidney "Sid" Nevermind → Vocal, Baixo
- Stefan Römisch → Vocal, Guitarra

## Discografia
Álbuns de Estúdio
| Ano  | Álbum                                                                                           |
| ---- | ----------------------------------------------------------------------------------------------- |
| 2004 | Zu Viel - Lançamento: 23 de Fevereiro de 2004 - Gravadora: Motor Music - Formatos: CD, Download |

## Singles
| 2003                                                | "Ich Zieh' Mich Vor Dir Aus" | 65 | Zu Viel |
| 2004                                                | "Halt Mich"                  | 78 | Zu Viel |
| 2004                                                | "Immer Das Selbe"            | —  | Zu Viel |
| 2004                                                | "Nirgendwo"                  | —  | Zu Viel |
| "—" Denota lançamentos que não entraram nas paradas |                              |    |         |